# Liste des épisodes de Sailor Moon Crystal
 (juillet 2020).
Cet article présente la liste des épisodes de la série télévisée d’animation japonaise Sailor Moon Crystal, adaptée du manga Sailor Moon imaginé par Naoko Takeuchi.

## Épisodes

### Saison 1:Dark Kingdom(2014-2015)
| No | Titre français                                       | Titre japonais                             | Titre japonais                                                          | Date de 1re diffusion |
| No | Titre français                                       | Kanji                                      | Rōmaji                                                                  | Date de 1re diffusion |
| --- | ---------------------------------------------------- | ------------------------------------------ | ----------------------------------------------------------------------- | --------------------- |
| 1 | Acte 1 : Usagi - Sailor Moon -                       | Act.1 うさぎ -SAILORMOON-                  | Act.1 Usagi -SAILOR MOON- (Acte 1 : Usagi - Sailor Moon -)              | 5 juillet 2014        |
| Usagi Tsukino se réveille une nouvelle fois en retard pour aller au collège Jûban, où elle est en classe 2-1 avec sa meilleure amie, Naru Osaka. En chemin, elle écrase malencontreusement un petit chat noir, arborant un croissant de Lune sur le front. Réalisant qu’elle se met davantage en retard, Usagi fonce à son école, où elle ne manque pas de se faire disputer par son professeur d’anglais, Haruna Sakurada. D’ailleurs, la jeune collégienne a eu une note catastrophique à son dernier test : 30 sur 100 ! Démoralisée, elle rêve alors d’être Sailor V, une mystérieuse guerrière qui pourchasse les voleurs. En sortant de classe, Naru propose à ses amies de faire un tour à la bijouterie que possède sa mère, d’autant qu’elle organise des soldes monstrueux. Mais Usagi n’a pas un sou, et ce n’est pas avec sa note qu’elle pourra obtenir un cadeau de la part de sa mère. En sortant de la bijouterie, elle tombe nez à nez avec un jeune homme et son cœur se met à battre subitement la chamade... De retour à la maison, Usagi se couche et rêve d’un château, d’un prince et d’une princesse, mais elle est vite réveillée par Luna, la petite chatte noire qu’elle avait croisée le matin même. Elle lui confie une broche, et lui demande de crier : « Moon Prism Power, Make Up! ». La jeune fille, d’abord effrayée, obéit et se transforme en Sailor Moon, une superhéroïne qui ressemble beaucoup à Sailor V. Grâce aux bijoux présents dans ses cheveux, elle entend alors son amie Naru appeler à l’aide : en effet, la mère de Naru a été remplacée par un monstre nommé Morga, et absorbe l’énergie des humains via les bijoux qu’elle a préalablement ensorcelés. Sailor Moon vole à son secours, parvient à tuer le monstre grâce à son attaque « Moon Tiara Boomerang! ». Elle fait aussi la rencontre de Tuxedo Mask, un beau jeune homme en costume qui observait la scène avec attention...        |                                                      |                                            |                                                                         |                       |
| 2 | Acte 2 : Ami - Sailor Mercure -                      | Act.2 亜美 -SAILOR MERCURY-                | Act.2 Ami -SAILOR MERCURY- (Acte 2 : Ami - Sailor Mercury - )           | 19 juillet 2014       |
| Après la mort de Morga, Jadeite, un des serviteurs de la maléfique Queen Beryl, essuie tant bien que mal les plâtres de son échec cuisant. Il prévoit d’ores et déjà un nouveau plan pour récupérer de l’énergie et trouver le mystérieux Cristal d’argent. De son côté, Luna s’intéresse à Ami Mizuno, une jeune fille particulièrement intelligente et élève dans le même collège qu’Usagi. Bien que son QI avoisine les 300, le génie n’arrive pas à se faire d’amis ; d’ailleurs, les autres étudiants la trouvent hautaine et froide. Grâce à Luna, Usagi et Ami apprennent à faire connaissance et partagent toutes deux une partie de jeu vidéo à la salle d’arcade le Crown. Les jeunes filles gagnent chacune un mystérieux stylo et Ami file à son cours particulier, au Crystal Seminar. Là, les élèves étudient au moyen d’un CD-ROM, qui est en fait un logiciel pour laver le cerveau des étudiants et pour utiliser leur intelligence afin de trouver le Cristal d’argent. Le lendemain, remarquant qu’Ami se comporte bizarrement, Usagi et Luna mettent la main sur le CD et, comprenant qu’il s’agit d’un plan de leur ennemi, accourent au Crystal Seminar sauver Ami. En utilisant le stylo qu’elle a reçu à la borne d’arcade, Usagi parvient à se déguiser en médecin et se faufiler à l’intérieur de l’école. Elle se transforme en Sailor Moon pour lutter contre le monstre, mais celui-ci n’est pas affecté par les ondes supersoniques de Sailor Moon. En voyant Sailor Moon en danger, Ami réussit à se sortir de l’emprise du monstre, et devient capable d’utiliser le stylo qu’elle a reçu pour se transformer en une nouvelle guerrière Sailor, Sailor Mercury. Grâce à son attaque « Mercury Aqua Mist! », Sailor Mercury crée la confusion et Sailor Moon, assistée par Tuxedo Mask, parvient à vaincre le monstre.                                                                                              |                                                      |                                            |                                                                         |                       |
| 3 | Acte 3 : Rei - Sailor Mars -                         | Act.3 レイ -SAILOR MARS-                   | Act.3 Rei -SAILOR MARS- (Acte 3 : Rei - Sailor Mars -)                  | 2 août 2014           |
| À cause de ses deux échecs successifs, Jadeite se fait sévèrement réprimander par Queen Beryl. Dans l’ombre, deux autres généraux du Dark Kingdom, Nephrite et Zoisite, apparaissent. Plus rebelles, ils n’hésitent pas à demander à Queen Beryl ce qu’est le mystérieux Cristal d’argent qu’elle convoite tant. Elle explique alors que cette pierre précieuse est la source de toute énergie et que celui qui le possède peut devenir le maître de l’univers. En ville, tout le monde parle du bus diabolique de 18 h. Ceux qui l’empruntent disparaissent mystérieusement, quand celui-ci passe par la butte de Sendai. Un peu par hasard, en voulant suivre une belle jeune fille, Usagi se retrouve au pied de la butte, au sanctuaire Hikawa. Elle y fait la connaissance de Rei Hino, la jeune prêtresse du temple. Celle-ci possède des pouvoirs mystérieux et des personnes peu scrupuleuses n’hésitent pas à l’accuser d’être la responsable des disparitions liées au bus. Mais Rei est enlevée par Jadeite et conduite dans les tréfonds du Dark Kingdom. Aussi, Usagi, qui venait voir Rei, assiste à la disparition du bus de 18 h. Elle se travestit en hôtesse et se glisse dans le véhicule, qui est en fait conduit par Jadeite. Usagi se transforme en Sailor Moon et est rejointe par Sailor Mercury, qui a profité de l’énergie dégagée par la transformation pour se téléporter vers son amie. Les deux guerrières Sailor retrouvent Rei, mais elles sont mises rapidement en échec par Jadeite. Heureusement, Rei libère finalement son véritable pouvoir et se transforme en Sailor Mars. Grâce à son attaque « Akuryô Taisan! » et le « Moon Tiara Boomerang! » de Sailor Moon, Jadeite est grièvement blessé et s’éclipse. Les personnes kidnappées par le général du Dark Kingdom sont ainsi libérées. |                                                      |                                            |                                                                         |                       |
| 4 | Acte 4 : Le Bal Masqué                               | Act.4 Masquerade -仮面舞踏会-              | Act.4 Masquerade -Kamenbutōkai- (Acte 4 : Masquerade - Le bal masqué -) | 16 août 2014          |
| À Tokyo, c’est l’effervescence. La princesse du royaume D. est présente en ville pour exhiber un mystérieux trésor. Luna suppose qu’il s’agit peut-être du Cristal d’argent. Usagi, Ami et Rei décident de s’infiltrer à la réception de la princesse, qui s’avère être en partie un bal masqué. Les jeunes filles se déguisent en princesses. Usagi est fébrile à l’idée d’aller à un bal. Elle y croise par ailleurs Tuxedo Mask, avec qui elle partage une danse, jusqu’à ce qu’ils soient surpris par l’œil inquisiteur de Luna. En effet, la chatte pense que Tuxedo Mask est un ennemi qu’il faut éviter. Pendant ce temps, Ami et Rei comprennent que l’assistante de la princesse D. est en fait Nephrite, un ennemi du Dark Kingdom, cherchant lui aussi à vérifier si le trésor est le Cristal d’argent. Découvert, l’ennemi envoûte la princesse qui devient alors un monstre et s’évade avec le trésor. Dans sa fuite, elle bouscule Usagi qui attendait ses amies sur le balcon de la salle de danse. Manquant de tomber dans le vide, Usagi est rattrapée de justesse par Tuxedo Mask. Usagi se transforme en Sailor Moon, mais réalise qu’elle n’a plus son diadème, brûlé lors de sa confrontation avec Jadeite. Seulement, Sailor Moon pense à ses sentiments envers Tuxedo Mask, ce qui finit par lui donner un nouveau diadème plus puissant. Les guerrières affrontent finalement Nephrite et Sailor Moon parvient à refléter la lumière de la Lune avec son nouveau diadème, ce qui fait reculer l’ennemi. Nephrite rejoint Jadeite, Zoisite et Kunzite, qui se présentent aux guerrières et disparaissent. Libérée de son sort, la princesse D. révèle le trésor secret de son royaume, qui se révèle être une banale sculpture. Sailor Moon, épuisée par son combat, se repose sur le balcon. Tuxedo Mask lui donne un baiser et s’enfuit après avoir révélé à Luna qu’il est également à la recherche du Cristal d’argent. |                                                      |                                            |                                                                         |                       |
| 5 | Acte 5 : Makoto - Sailor Jupiter -                   | Act.5 まこと -SAILOR JUPITER-              | Act.5 Makoto -SAILOR JUPITER-                                           | 6 septembre 2014      |
| En se rendant à pied à son école, Usagi manque de se faire renverser par une voiture. Elle est sauvée de justesse par une jeune fille, qui s’avère être Makoto Kino, une nouvelle élève du collège Jûban. Ses camarades de classe la craignent particulièrement, car les rumeurs la veulent belliqueuse et querelleuse. À la faveur de son délicieux bentô, Usagi et Makoto, désormais surnommée « Mako » deviennent copines. Usagi lui présente Rei et Ami. Luna et la jeune prêtresse remarquent que Mako dégage une étrange aura. Mako découvre également la salle de jeux favorite d’Usagi, le Crown, et elle tombe amoureuse de Motoki, le gérant. Celui-ci lui fait penser à son ancien senpai. Du côté du Dark Kingdom, Nephrite décide de rattraper son précédent échec en utilisant l’énergie dégagée par les sentiments amoureux. Il envoûte les mannequins d’une boutique de mariées qui attirent alors les hommes et les vident finalement de leur énergie. Motoki se fait prendre au piège et commence à séduire Mako. Mamoru, qui a assisté à la scène, se transforme en Tuxedo Mask et prévient Usagi, qui, devenue Sailor Moon, arrive pour aider Mako. La jeune fille comprend que Motoki était manipulé et qu’il ne l’aimait pas vraiment. Mako perd espoir en l’amour, mais, réconfortée par Sailor Moon, elle finit par se transformer en une guerrière Sailor, Sailor Jupiter. Grâce à son attaque « Flower Hurricane! », elle détruit le mannequin qui avait ensorcelé Motoki et, avec son « Jupiter Thunderbolt! », blesse grièvement Nephrite. Luna annonce alors que les quatre gardiennes de la princesse de la Lune sont réunies. Elle confie un nouveau sceptre à Sailor Moon, le Moon Stick, qui fait d’elle la leader des guerrières Sailor. |                                                      |                                            |                                                                         |                       |
| 6 | Acte 6 : L'Homme Masqué                              | Act.6 タキシード仮面 -TUXEDO MASK-         | Act.6 Takishīdo Kamen -TUXEDO MASK-                                     | 20 septembre 2014     |
| Alors que le sommeil de Mamoru et Usagi est agité par d’étranges rêves, le jeune homme décide de passer à la vitesse supérieure afin de retrouver le Cristal d’argent. Il contacte les médias afin de créer une émulsion qui pourrait le faire apparaître. Zoisite décide d’utiliser ce mouvement de foule pour se travestir et apparaît à la télévision sous les traits du professeur Izono, une spécialiste en cristaux. Zoisite en profite pour hypnotiser les habitants de Tokyo via la télévision et leur voler leur énergie, afin d’éveiller la grande souveraine du Dark Kingdom. La ville devient rapidement chaotique et Luna conduit pour la première fois les guerrières Sailor à leur base secrète, située sous une borne d’arcade du Crown. Là, elle leur révèle qu’elle vient du royaume de la Lune et que la princesse qu’elles recherchent est en fait la descendante de la famille royale sélénite. Elle pense également que Tuxedo Mask est à l’origine des troubles en ville. Vexée, Usagi, qui est amoureuse de son homme masqué, s’enfuit, tandis que Sailor Mars, Mercury et Jupiter localisent l’origine du mal qui aspire l’énergie des humains. Sur place, les guerrières sont gravement blessées par Zoisite. Queen Beryl en profite pour débarquer afin de régner sur la Terre. De son côté, Usagi croise Tuxedo Mask qui la remotive et lui fait comprendre qu’elle doit continuer à se battre. La jeune fille se transforme en Sailor Moon et affronte vaillamment ses ennemis, qui finissent par battre en retraite. Elle utilise son Moon Stick pour guérir les humains, sous le regard de Sailor V et Artemis. Épuisée, Sailor Moon s’endort dans les bras de Tuxedo Mask, et se réveille le lendemain matin dans le lit de Mamoru Chiba... |                                                      |                                            |                                                                         |                       |
| 7 | Acte 7 : Endy Chiba - L'Homme Masqué -               | Act.7 地場衛 -TUXEDO MASK-                 | Act.7 Chiba Mamoru -TUXEDO MASK-                                        | 4 octobre 2014        |
| Usagi s’éveille dans le lit de Mamoru Chiba. Elle comprend alors qu’il ne fait qu’un avec Tuxedo Mask. Le jeune homme explique que ses parents sont morts dans un accident de voiture quand il était enfant et qu’il a perdu tous ses souvenirs. Depuis, Mamoru rêve régulièrement d’une femme qui lui implore de retrouver le Cristal d’argent, et c’est pourquoi il est a commencé à le rechercher. Usagi et Mamoru se quittent en bons termes, chacun s’affublant d’un surnom, « Usako » et « Mamo-chan ». De son côté, Queen Beryl parvient à ressusciter Queen Metallia, une entité maléfique sans forme précise, qu’elle a libérée au point D. du Pôle Nord. L’entité exige le Cristal d’argent pour retrouver totalement sa force. Queen Beryl obtempère, mais la reine du Dark Kingdom compte bien s’en servir pour gouverner le monde. Zoisite, remis de ses blessures, envoûte des DVD qui diffusent un message subliminal, ordonnant aux humains de retrouver Sailor Moon et voler le Cristal d’argent. Rapidement, les habitants de la ville deviennent des zombies obsédés par leur quête. Usagi et Ami finissent par trouver l’origine de la propagation du mal. Usagi se transforme en Sailor Moon et, grâce à son attaque « Moon Healing Escalation! » parvient à libérer les humains de l’emprise du Dark Kingdom. Mais la jeune femme se laisse surprendre par Zoisite, qui l’étrangle. Tuxedo Mask et les autres guerrières arrivent, mais échouent à la sauver. L’attaque finale de Zoisite est finalement déviée par Sailor V, qui observait la scène depuis le haut d’un immeuble... |                                                      |                                            |                                                                         |                       |
| 8 | Acte 8 : Minako - Sailor V -                         | Act.8 美奈子 -SAILOR V-                    | Act.8 Minako -SAILOR V-                                                 | 18 octobre 2014       |
| Après que Zoisite s’est éclipsé, Sailor V et Artemis se présentent officiellement à Sailor Moon et aux autres guerrières. Sailor V possède un croissant de Lune sur son front et révèle qu’elle est la princesse de la Lune, Princess Serenity. Alors, le diadème de Sailor Moon change une nouvelle fois de forme, tandis que Tuxedo Mask s’enfuit, vexé de ne pas avoir pu sauver sa bien-aimée. En civil, Sailor V est Minako Aino. Elle explique alors à Usagi et ses amies que les guerrières ont déjà rencontré leurs ennemis lors d’une précédente vie antérieure. En effet, il y’a 10 000 ans, Queen Metallia et ses alliés ont détruit le royaume de la Lune, le Silver Millenium. Bien que les ennemis aient été vaincus, le sceau qui les enfermait a finalement été brisé. Pour le compte du Dark Kingdom, Kunzite entre en scène et attire Sailor V dans un piège. Il plonge la ville dans le noir et donne rendez-vous à la princesse à la Tour de Tokyo. Sailor V s’y rend seule et Kunzite exige de voir le Cristal d’argent. La princesse est mise en difficulté, mais est secourue par les autres guerrières. Sailor Moon tente de blesser Kunzite, mais elle est projetée dans le vide et sauvée de justesse par Tuxedo Mask. La guerrière donne alors un baiser volé à son amant et retourne se battre afin de protéger Princess Serenity. Kunzite lance alors l’assaut final contre Sailor V et Sailor Moon manque d’être tuée par l’attaque de son ennemi. Mais c’est finalement Tuxedo Mask qui s’interpose et protège la guerrière d’une mort certaine... |                                                      |                                            |                                                                         |                       |
| 9 | Acte 9 : Princesse Serenity                          | Act.9 セレニティ -PRINCESS-                | Act.9 Sereniti -PRINCESS-                                               | 1er novembre 2014     |
| Alors que Tuxedo Mask est gravement blessé par l’attaque de Kunzite, Sailor Moon le prend dans ses bras pour tenter de le ranimer, mais en vain. La guerrière hurle de désespoir et un croissant de Lune se dessine sur son front : Sailor Moon se révèle être la véritable Princess Serenity. Les souvenirs de sa vie antérieure lui reviennent alors. Usagi était Princess Serenity, la princesse du royaume de la Lune et Tuxedo Mask était Prince Endymion, le prince de la Terre. Bien que la loi divine interdît de telles unions, les deux jeunes gens sont tombés amoureux l’un de l’autre. Mais un jour, les Terriens se sont rebellés, guidés par Beryl et Metallia. Ils souhaitaient conquérir la Lune et s’emparer du Cristal d’argent. Prince Endymion s’est alors sacrifié pour sauver sa bien-aimée. À l’évocation de ce souvenir, le flashback d’Usagi se termine et la jeune fille fond en larme. Une goutte se cristallise et donne naissance au Cristal d’argent. Queen Beryl apparaît alors et avec l’aide de Kunzite, elle kidnappe Tuxedo Mask. Usagi fait un malaise. Plus tard, Sailor V explique qu’elle est Sailor Venus, la chef des guerrières. Ami, Minako, Makoto et Minako se retrouvent chez Usagi et remarquent que ses cheveux ont poussé démesurément. Afin d’élucider tous les mystères sur leur vie antérieure et sur le Cristal d’argent, Luna propose d’aller sur la Lune, visiter les ruines de l’ancien Silver Millenium... |                                                      |                                            |                                                                         |                       |
| 10 | Acte 10 : La Lune                                    | Act.10 MOON -月-                           | Act.10 MOON -Tsuki-                                                     | 15 novembre 2014      |
| Les guerrières profitent de la pleine Lune pour se téléporter sur l’astre. Elles atterrissent au cœur de Mare Serenitatis, et tombent sur les ruines du Silver Millenium. Là, Sailor Venus aperçoit une épée, enfermée dans son socle, qu’elle déloge. Ce geste provoque l’apparition d’un hologramme de Queen Serenity, la mère de Princess Serenity. Elle explique que cette arme est une épée sacrée, destinée à protéger la princesse de la Lune. Elle en profite également pour raconter comment les Terriens se sont fait manipuler par Queen Metallia pour conquérir le Silver Millenium, puis comment elle a envoyé les âmes des guerrières sur Terre pour qu’elles y soient réincarnées. Mais le jour se lève sur Terre et Sailor Moon et ses amies doivent retourner à Tokyo. Dans les profondeurs du Dark Kingdom, Queen Beryl parvient à négocier le maintien en vie de Tuxedo Mask, que Queen Metallia préférait voir mort. Les quatre grands généraux, Kunzite, Zoisite, Nephrite et Jadeite ont suivi leur reine et comprennent finalement qu’ils étaient les serviteurs de Prince Endymion, le prince de la Terre, avant que Queen Beryl ne leur fasse subir un lavage de cerveau. Mais la reine réaffirme son autorité et bloque à nouveau les souvenirs de leur vie antérieure. Ensemble, ils décident d’affronter les guerrières Sailor qui tentent de les raisonner, mais en vain. Malgré un puissant « Sailor Planet Attack! », les quatre généraux ne sont pas vaincus. De son côté, Queen Beryl manipule Tuxedo Mask pour qu’il détruise Sailor Moon. |                                                      |                                            |                                                                         |                       |
| 11 | Acte 11 : Retrouvailles - Endymion -                 | Act.11 再会 -ENDYMION-                     | Act.11 Saikai -ENDYMION-                                                | 6 décembre 2014       |
| Usagi, minée par la disparition de Mamoru, tente de retrouver le moral afin de raviver l’éclat du Cristal d’argent. Elle croise un jeune homme en ville qui ressemble énormément à son amant, à la différence que ses yeux sont rouges. En réalité, il s’agit bien de Mamoru, qui a manipulé Motoki Fuhurata, le gérant de la salle d’arcade Crown. Il se fait passer pour Endô, le meilleur ami de Motoki. Makoto décide d’enquêter, mais se fait hypnotiser par Mamoru, qui la force à ouvrir la porte de la base secrète des guerrières. La jeune fille, toujours sous l’emprise du jeune homme, attire Usagi et les autres filles à l’intérieur de la base afin de dérober le Cristal d’argent. Sur place, l’alarme prévenant la présence d’intrus se déclenche et Tuxedo Mask et Motoki apparaissent, bien déterminés à tuer les guerrières et s’emparer du Cristal. Ami, Rei et Minako se transforment en Sailor Mercury, Mars et Venus, tandis qu’Usagi refuse de croire que son amant soit devenu maléfique. Les guerrières sont mises en déroute et Tuxedo Mask parvient à voler le Cristal d’argent. Luna décide d’intervenir, mais est gravement blessée, ce qui déclenche la colère d’Usagi qui devient finalement Sailor Moon. Elle guérit Motoki et ses amies grâce à son « Moon Healing Escalation! », mais son attaque échoue sur Tuxedo Mask. Queen Beryl fait alors son apparition, ordonnant au jeune homme de tuer la guerrière. |                                                      |                                            |                                                                         |                       |
| 12 | Acte 12 : Ennemie - La Reine Metallia -              | Act.12 敵 -QUEEN METARIA-                  | Act.12 Teki -QUEEN METARIA-                                             | 20 décembre 2014      |
| Queen Beryl confie à Sailor Moon et ses amies que Tuxedo Mask est mort et qu’il est revenu à la vie grâce au pouvoir de Queen Metallia. Le jeune homme est désormais un soldat du Dark Kingdom. Les guerrières Sailor, Tuxedo Mask et Queen Beryl s’affrontent, mais la salle de commandes menace de s’effondrer. Sailor Mercury invoque un espace hyperdimensionnel pour créer une dimension où tous pourront se battre en sécurité. Queen Beryl réussit à étrangler toutes les guerrières avec ses longs cheveux rouges. Sailor Venus invoque l’épée sacrée, trouvée plus tôt sur les ruines du Silver Millenium et libère ainsi ses compagnes. Sailor Moon s’empare de l’épée, qui revêt son aspect original grâce à sa détermination. Le Cristal d’argent, alors dans la main de Tuxedo Mask, brille pour un court instant. Sailor Moon arrache finalement le collier de Queen Beryl, car la reine diabolique reçoit l’énergie de Queen Metallia grâce à cet accessoire. Queen Beryl est vaincue. Tuxedo Mask ouvre un portail dimensionnel et s’enfuit au Dark Kingdom, suivi par Sailor Moon. Les quatre autres guerrières Sailor, qui n’ont pas pu s’engouffrer dans la porte, déterminent la localisation du royaume maléfique : le point D., au pôle Nord. En s’y rendant, elles se heurtent aux généraux du Shi Tennô. Les guerrières tentent un « Sailor Planet Attack! » pour les aider à recouvrer la mémoire. Kunzite et ses compagnons se rappellent que le véritable maître est Prince Endymion, le prince de la Terre. Mais Queen Metallia intervient et les tue. De son côté, Sailor Moon essaie de guérir Tuxedo Mask, mais en vain. Ne pouvant plus supporter de voir l'homme qu'elle aime se battre contre elle, elle décide de s’emparer de l’épée sacrée, porte un coup fatal au jeune homme, et retourne l’arme contre elle-même de son gré sous les yeux épouvantés des autres guerrières Sailor.                         |                                                      |                                            |                                                                         |                       |
| 13 | Acte 13 : Bataille finale - Réincarnation -          | Act.13 決戦 -REINCARNATION-                | Act.13 Kessen -REINCARNATION-                                           | 3 janvier 2015        |
| Tuxedo Mask et Sailor Moon, inconscients, sont entourés et protégés par le Cristal d’argent, qui s’agrandit démesurément et les absorbe. Queen Metallia avale à son tour le précieux diamant, sa puissance est alors démultipliée. Luna et Artemis se rendent sur la Lune, près de l’autel du Silver Millenium, afin de prier Queen Serenity d’apporter son aide. De leur côté, Sailor Venus et ses alliées lancent un « Sailor Planet Attack! » contre Queen Metallia, en vain. Elles décident alors de canaliser tous leurs pouvoirs dans l’épée sacrée, quitte à entraîner leur propre mort. Leur action permet d’éveiller Sailor Moon, contenue dans Queen Metallia. La jeune fille a en fait été protégée du coup d’épée grâce à la montre offerte par Mamoru. Tuxedo Mask, quant à lui, est toujours vivant : sa blessure a été amortie grâce aux Shi Tennô, revenus à l’état de pierre. Sailor Moon se téléporte hors du corps de son ennemie, ce qui réduit sa puissance. La guerrière décide de sceller définitivement Queen Metallia, et le Cristal d’argent reprend sa forme originelle, celle d’un lotus, et dévoile tout son vrai pouvoir. Kunzite et les autres généraux apparaissent et indiquent à Tuxedo Mask qu’il faut viser la marque sur le front de l’ennemie pour la tuer. |                                                      |                                            |                                                                         |                       |
| 14 | Acte 14 : Fin puis commencement - Petite étrangère - | Act.14 締結そして始まり -PETITE ÉTRANGÈRE- | Act.14 Shuuketsu Soshite Hajimari -PETITE ÉTRANGÈRE-                    | 17 janvier 2015       |
| Grâce aux indications de Tuxedo Mask, au sacrifice de ses alliées et aux prières de Luna depuis le sanctuaire du Moon Castle, Sailor Moon parvient à libérer le véritable pouvoir du Cristal d’argent et à vaincre Queen Metallia. Cependant, sa broche de transformation est détruite et la Terre est ravagée par les méfaits du Dark Kingdom. Sailor Moon, redevenue Usagi, décide de retourner sur la Lune, au Silver Millenium. En effet, l’éclat du Cristal d’argent a provoqué la résurgence de l’ancien royaume des Sélénites. Sur place, les deux jeunes gens retrouvent Luna et Artemis. Queen Serenity apparaît et confie une nouvelle broche de transformation à sa fille. En prononçant « Moon Crystal Power, Make Up! », Usagi redevient Sailor Moon. Elle utilise son « Moon Healing Escalation! » sur toute la surface de la Terre, qui retrouve sa vitalité d’antan. Ses alliées, Sailor Venus, Sailor Mercury, Sailor Mars et Sailor Jupiter revivent, et c’est avec beaucoup d’émotion que la guerrière les retrouve. Quelques jours plus tard, Usagi et Mamoru se retrouvent dans un parc pour pouvoir tenir chacun leur promesse à propos de leur rendre respectivement leur objet: le mouchoir de Usagi est la montre de Mamoru. Mais leur idylle est de courte durée, puisqu’un portail dimensionnel s’ouvre au-dessus de leur tête. Une petite fille à l’étrange coiffure rose surgit. Celle-ci prétend s'appeller aussi Usagi. La petite fille menace alors Usagi avec un pistolet, lui demandant expressément de lui confier le Cristal d’argent... |                                                      |                                            |                                                                         |                       |

### Saison 2:Black Moon(2015)
| No | Titre français                                   | Titre japonais                                | Titre japonais                       | Date de 1re diffusion |
| No | Titre français                                   | Kanji                                         | Rōmaji                               | Date de 1re diffusion |
| --- | ------------------------------------------------ | --------------------------------------------- | ------------------------------------ | --------------------- |
| 15 | Acte 15 : Intrusion - Sailor Mars -              | Act.15 浸入 -SAILOR MARS-                     | Act.15 Shinnyū -SAILOR MARS-         | 7 février 2015        |
| La mystérieuse petite fille finit par tirer sur Usagi : heureusement, le pistolet s’avère factice. Elle s’enfuit, mais est rattrapée par Mamoru, qui la surnomme Chibiusa (lit. « petite Usagi »), en effet la fillette s’appelle elle aussi Usagi. Refusant cependant de dévoiler ses véritables intentions, elle hypnotise les Tsukino et s’installe chez eux. Le mystère s’épaissit autour de Chibiusa alors que Mamoru, en la touchant, a la vision d’une ville en plein chaos. Pendant ce temps, une nouvelle organisation maléfique, appelée la secte Black Moon, survole Tokyo à bord de son vaisseau extraterrestre. Signe particulier : tous ses membres ont un croissant de Lune noir sur le front. Leur objectif reste inconnu, quoique leur chef, le Prince Diamond, semble vouloir retrouver le Cristal d’argent. Il est conseillé par Wiseman, un étrange devin qui prétend que la pierre n’apporte que le mal. Rubeus invoque ses servantes, les sœurs Ayakashi, pour rechercher le fabuleux cristal. Kôan, en particulier, sent une grande force de compassion à côté du Cristal d’argent, et vise Sailor Mars qui, comme elle, a le pouvoir de contrôler le feu. Elle lance la mission « Code 001 : Operation Re-Cruit », qui consiste à intégrer des extraterrestres, les Droïds, dans la population. Plus tard, Luna réunit les guerrières Sailor autour d’un verre, et leur confie de nouveaux stylos de transformation. Rei doit s’éclipser pour aider à l’organisation du festival de son école. En effet, elle y tient un stand de divination. Cependant, Kôan elle aussi possède son kiosque de voyance, prédisant aux lycéens la date de leur mort, ce qui provoque un scandale. Décidant d’avertir les religieuses de son école, Rei se heurte à une sœur qui possède un croissant de Lune noir sur son front. Elle sent alors une odeur de brûlée et, décidant de revenir sur les pas de l’étrange nonne, découvre le cadavre d’une femme morte d’une combustion spontanée. Rei se transforme en Sailor Mars et avertit les autres guerrières, qui arrivent aussitôt sur place. Elles sont attaquées par des Droïds et Sailor Mars est prisonnière d’un bouclier de feu. Sailor Moon est littéralement désarmée, ayant perdu son Moon Stick dans sa bataille avec Queen Metallia. Mais avec l’aide de Tuxedo Mask, elle invoque le Moon Rod, le sceptre de Queen Serenity. Avec sa nouvelle attaque « Moon Princess Halation! », elle tue Kôan. Rubeus apparaît et enlève Sailor Mars, sous les yeux effarés des autres guerrières, mais aussi de Chibiusa, qui observait la scène en cachette... |                                                  |                                               |                                      |                       |
| 16 | Acte 16 : Enlèvement - Sailor Mercure -          | Act.16 誘拐 -SAILOR MERCURY-                  | Act.16 Yūkai -SAILOR MERCURY-        | 21 février 2015       |
| Sailor Moon découvre que Chibiusa les observait durant leur bataille contre Kôan. Furieuse, elle pense que leurs nouveaux ennemis sont les complices de Chibiusa. Mais la petite fille se terre dans son silence et s’enfuit. Mamoru et Luna partent à sa recherche et le jeune homme décide de l’accueillir dans son appartement. Chibiusa révèle que sa mère la surnomme « Small Lady » et que sa balle s’appelle Luna P. Elle souhaite s’assurer que Sailor Moon est invincible, ce que lui confirme Mamoru. En effet, Chibiusa a besoin de la guerrière pour aider sa maman. Ami, de son côté, s’interroge sur leurs nouveaux ennemis. Elle est convaincue qu’ils se sont déjà infiltrés parmi la population japonaise. Au même moment, la secte Black Moon déplore le manque de coopération de Sailor Mars qui refuse de leur révéler quoi que ce soit sur le Cristal d’argent. Une des sœurs Ayakashi, Berthier, ressent une grande force de sympathie près du Cristal et déclenche l’opération « Code 002 : Opération Re-Move », qui consiste à éliminer Sailor Mercury. Berthier provoque son alter ego dans un duel aux échecs. L’enjeu est important puisque si Ami gagne la partie, l’ennemie s’engage à libérer Sailor Mars. Bien que déstabilisée par Berthier, Ami remporte le match. La sœur Ayakashi ne tient pas sa promesse, contraignant Ami à se transformer en Sailor Mercury. Mise à mal, la guerrière est emprisonnée dans une bulle d’eau. Berthier est finalement vaincue par Sailor Moon, arrivée à la rescousse. Comme la dernière fois, Rubeus apparaît et enlève à son tour Sailor Mercury... |                                                  |                                               |                                      |                       |
| 17 | Acte 17 : Secret - Sailor Jupiter -              | Act.17 秘密 -SAILOR JUPITER-                  | Act.17 Himitsu -SAILOR JUPITER-      | 7 mars 2015           |
| Chibiusa essaie de remonter le moral à Usagi, dévastée après l’enlèvement de ses deux amies. Mais elle ne peut s’empêcher d’être jalouse de la petite fille, qui agrège toutes les attentions de Mamoru. Prince Diamond demande à Rubeus et à Petz de lancer la mission « Code 003 : Operation Re-New », qui consiste à répandre un virus dans tout Tokyo pour éliminer les humains et les remplacer par des Droïds. Petz compte aussi s’emparer du Cristal d’argent, vise spécialement Sailor Jupiter et « Rabbit ». Resté seul, Prince Diamond admire l’hologramme de celle qu’il désire le plus au monde... une femme qui ressemble étrangement à Sailor Moon... Makoto est victime du virus et son ami Asanuma décide de s’occuper d’elle. Elle lui révèle finalement que son rôle est de défendre la Terre. Plus tard, un énorme typhon s’approche de Tokyo. Makoto comprend que cet orage est surnaturel, mais la jeune fille fait un malaise avant de pouvoir tout révéler à Minako. Comprenant qu’il se passe quelque chose, Minako et Usagi arrivent chez Makoto, qui vient d’être étranglée par un Droïd. Elle se transforme alors en Sailor Jupiter, mais est mise en défaite par Petz. Celle-ci est finalement vaincue, mais le scénario bien rodé se répète et Sailor Jupiter est enlevée par Rubeus. |                                                  |                                               |                                      |                       |
| 18 | Acte 18 : Invasion - Sailor Vénus -              | Act.18 侵略 -SAILOR VENUS-                    | Act.18 Shinryaku -SAILOR VENUS-      | 21 mars 2015          |
| En mourant, Petz a laissé une boucle d’oreille en Cristal noir. Luna et Artemis l’examinent et constatent qu’elle dégage une énergie négative. Bien décidée à comprendre ce qu’il se trame, Minako décide de se rendre chez Usagi afin d’interroger Chibiusa. Mais la petite fille, prise d’angoisse, fait un malaise à la seule vue du Cristal noir. Plus tard, Mamoru invoque l’esprit des Shi Tennô afin d’obtenir de l’aide. Alors qu’il se sent désarmé, Kunzite lui apprend qu’il possède lui aussi des pouvoirs magiques et qu’il peut s’en servir pour protéger sa fiancée. Du côté du clan Black Moon, Saphir, le frère du prince Diamond, regrette que celui-ci s’acharne sur la Terre et suive aveuglément les conseils de Wiseman, qui leur impose de détruire le Cristal d’argent. Rubeus renchérit, déterminé à découvrir qui est véritablement Wiseman. Calaveras, la dernière des sœurs Ayakashi est envoyée à Tokyo afin de lancer l’opération « Code 004 : Operation Re-Birth ». Elle compte utiliser ses pouvoirs de médium pour attirer Sailor Moon et Sailor Venus, puis les tuer. Calaveras organise une séance de channeling en public et manipule les spectateurs afin qu’ils tuent les guerrières de la Lune. Minako sur place et se transforme en Sailor Venus. Elle appelle Usagi en renfort, mais la jeune fille constate que sa broche de transformation a été volée par Chibiusa. Partant à sa recherche, elles se retrouvent finalement dans un parc et sont immédiatement attaquées par Rubeus. Tuxedo Mask vole à leur secours et utilise pour la première fois son pouvoir « Tuxedo Smoking Bomber! ». Rubeus s’enfuit et Chibiusa rend finalement sa broche à Usagi, qui se transforme en Sailor Moon et part rejoindre Sailor Venus. Ensemble, les deux guerrières parviennent à vaincre Calaveras et à guérir les humains manipulés par l’ennemie. Après le combat, Chibiusa explique finalement qu’elle voulait le Cristal d’argent de Sailor Moon pour sauver la Terre du XXXe siècle... |                                                  |                                               |                                      |                       |
| 19 | Acte 19 : Déformation du temps - Sailor Pluton - | Act.19 タイム・ワープ -SAILOR PLUTO-          | Act.19 Time Warp -SAILOR PLUTO-      | 4 avril 2015          |
| Choquée par les récents évènements, Chibiusa décide d’aller dormir chez Mamoru. Usagi est très jalouse de la petite fille qui attire toutes les attentions de son fiancé. Heureusement, Mamoru rassure vite Usagi... Le lendemain, Chibiusa décide de retourner au XXXe siècle en compagnie de Sailor Moon et Venus, Tuxedo Mask, Luna et Artemis. Pour cela, elle brandit sa clé du temps, qu’elle tenait accrochée à son cou. Ils arrivent finalement tous à la Porte du temps, gardée par Sailor Pluto, une mystérieuse guerrière Sailor solitaire et téméraire. Celle-ci manque d’ailleurs de tuer Sailor Moon, car le voyage dans le temps est interdit. Heureusement, Chibiusa vient à son secours et Sailor Pluto semble particulièrement heureuse de retrouver Chibiusa, qu’elle appelle « Small Lady ». Sailor Moon et ses amis arrivent finalement au XXXe siècle. Ils y découvrent le futur de Tokyo, Crystal Tokyo, en ruines, des cadavres jonchant les rues. Chibiusa explique qu’un mégalithe de Cristal noir est tombé sur la ville et qu’il y’a eu une énorme explosion, détruisant tout sur son passage. Les guerriers se dirigent alors vers le palais où vivent les parents de Chibiusa, mais sont leurrés par deux sbires d’Esmeraude, Chiral et Achiral. Ceux-ci les enferment dans une colonne de Cristal noir, et Esmeraude apparaît pour tuer les guerrières Sailor et voler le Cristal d’argent de Chibiusa. Les pouvoirs de Sailor Moon sont inefficaces. Heureusement, Tuxedo Mask et Sailor Venus parviennent à briser la colonne de cristal et à tuer Chiral et Achiral. Esmeraude préfère lâchement s’enfuir. Finalement, Sailor Moon et ses amis arrivent à l’intérieur du palais de cristal, et y rencontrent un sosie de Tuxedo Mask.... |                                                  |                                               |                                      |                       |
| 20 | Acte 20 : Crystal Tokyo - Roi Endymion -         | Act.20 クリスタル・トーキョー -KING ENDYMION- | Act.20 Crystal Tokyo -KING ENDYMION- | 18 avril 2015         |
| Le sosie de Tuxedo Mask n’est en fait qu’un hologramme. Il prétend s’appeler King Endymion. En réalité, il est Mamoru, mais âgé de 1 000 ans. Son épouse n’est autre qu’Usagi, de son nouveau nom Neo-Queen Serenity. Ce sont les souverains de Crystal Tokyo. En accédant au trône à l’âge de 22 ans, Usagi a fait profiter au monde entier des bienfaits du Cristal d’argent, et toute la population a maintenant une vie quasi éternelle. Ensemble, King Endymion et Neo-Queen Serenity ont eu une fille, qui n’est autre que Chibiusa. Sailor Moon et ses amis sont plutôt choqués par ses révélations... Luna et Artemis ne sont pas en reste puisqu’ils font connaissance de leur fille, Diana. King Endymion décide de tout révéler à Sailor Moon. La secte Black Moon vient de la planète Nemesis, la dixième planète du système solaire, encore inconnue des scientifiques du XXe siècle. Il explique que, il y a fort longtemps, un criminel y avait été exilé, et que l’étoile était restée ensuite à l’abandon pendant plusieurs siècles. Mais au XXXe siècle, Nemesis s’est mise à émettre une énergie maléfique et, en l’examinant, King Endymion et Neo-Queen Serenity se sont rendu compte que la planète avait été investie par le clan Black Moon, des rebelles hostiles au principe de la vie éternelle. Ils ont alors attaqué Crystal Tokyo dans le but de tuer la famille royale et de s’emparer du Cristal d’argent. Finalement, Sailor Moon et ses amis reviennent au XXe siècle, désormais bien informés. Cependant, Chibiusa ne peut se résoudre à quitter sa maman et retourne en cachette au XXXe siècle. Elle est alors attaquée par Esmeraude, qui lance sa mission « code EX : Operation Re-Lax ». Grâce aux mains maléfiques données par Wiseman, elle réussit à étrangler Chibiusa. Heureusement, Sailor Moon, Sailor Venus et Tuxedo Mask, sans doute avertis par Sailor Pluto, arrivent au XXXe siècle mais sont mis rapidement en échec par les mains d’Esmeraude. King Endymion apparaît alors et, canalisant son pouvoir avec celui de Tuxedo Mask, tue l’ennemie. Prince Diamond apparaît et comprenant que Sailor Moon est la future Neo-Queen Serenity, décide de la kidnapper. |                                                  |                                               |                                      |                       |
| 21 | Acte 21 : Complication - Nemesis -               | Act.21 錯綜 -NEMESIS-                         | Act.21 Sakusō -NEMESIS-              | 2 mai 2015            |
| Grimée en Neo-Queen Serenity, Usagi est prisonnière du palais du clan Black Moon. Elle rencontre enfin Prince Diamond, qui voue une attirance obsédante pour la reine de Crystal Tokyo. Il explique que son clan et lui trouvent le principe de vie éternelle contre nature ; un corps charnel est destiné à mourir. C’est pour cela qu’avec l’aide de Wiseman et du Cristal noir dont est constituée la planète Nemesis, Black Moon a attaqué Crystal Tokyo. Prince Diamond embrasse malgré elle Usagi... Elle tente de le repousser et de se transformer en Sailor Moon, mais la planète absorbe toute énergie et annule les pouvoirs du Cristal d’argent. Laissée seule, Usagi tente de contacter ses amies, Ami, Rei et Makoto, laissées à l’abandon dans la salle des ténèbres du palais Black Moon. Celles-ci s’éveillent un court instant, avant que leur énergie ne soit de nouveau aspirée par Nemesis. Sur la Terre, Tuxedo Mask, King Endymion et Sailor Venus comprennent que le seul moyen de vaincre Black Moon serait de se servir des pouvoirs du Cristal d’argent ; or seule la lignée de Sailor Moon peut l’utiliser. King Endymion explique que Chibiusa, bien qu’issue de la famille royale, n’a aucun pouvoir magique. Malgré ses apparences, elle a 900 ans. Par ailleurs, la jeune fille erre dans le Crystal Palace et se remémore l’attaque du clan Black Moon. Ce jour-là, lassée des moqueries sur son impotence, elle avait volé le Cristal d’argent et sa mère, inquiète, était sortie du palais pour chercher sa fille et secourir une petite fille qui ressemblait beaucoup à Chibiusa. Neo-Queen Serenity a alors été attaquée par Prince Diamond et le Cristal d’argent s’était déployé autour de son corps pour la protéger. Rongée par ses souvenirs culpabilisants, Chibiusa décide d’aller voir Sailor Pluto, mais la surprend en train de converser avec King Endymion. La guerrière du temps est en pleine pâmoison... Chibiusa décide de se réfugier dans un espace-temps inconnu et est happée par la main maléfique de Wiseman. |                                                  |                                               |                                      |                       |
| 22 | Acte 22 : Intentions - Nemesis -                 | Act.22 思惑 -NEMESIS-                         | Act.22 Omowaku -NEMESIS-             | 16 mai 2015           |
| Sailor Venus, Tuxedo Mask, Luna et Artemis poursuivent leurs recherches sur le clan Black Moon, et découvrent que celui-ci a été fondé par Death Phantom, le plus grand criminel de l’histoire. Leurs investigations sont toutefois suspendues à cause d’une profonde distorsion dans l’espace-temps. En arrivant à la porte du temps, Sailor Pluto explique qu’une tempête spatio-temporelle s’est produite à l’endroit même où Chibiusa s’en est allée. Tuxedo Mask se lance à la poursuite de la petite fille. Pendant ce temps sur Nemesis, Usagi erre dans le palace du clan Black Moon, et finit par arriver dans une immense salle où se trouve le réacteur du Cristal noir. En surprenant une discussion entre Saphir et Rubeus, elle comprend que les trois autres guerrières Sailor sont retenues dans la Salle des ténèbres, une pièce macabre située au cœur de la planète. Elle finit toutefois par discuter avec Saphir, qui lui apprend que le clan Black Moon est bel et bien manipulé par Wiseman. Mais son frère, le prince Diamond, est bien trop obsédé par Neo-Queen Serenity pour s’en rendre compte. Il tente ainsi de tuer Usagi, et celle-ci parvient finalement à se transformer en Sailor Moon. Elle appelle alors les autres guerrières Sailor, leur transférant le pouvoir nécessaire pour se transformer. Elles s’échappent de leur prison souterraine et rejoignent Sailor Moon. Rubeus et Prince Diamond arrivent pour assister à la scène. Sailor Moon, possédée par l’esprit de Neo-Queen Serenity, leur tient un discours vibrant sur les bienfaits de la paix prodiguée par le Cristal d’argent. Wiseman apparaît, accompagné d’une ombre aux longs cheveux roses. Prince Diamond maintient que le Cristal d’argent n’engendre que haine et incertitude. Le réacteur du Cristal noir commence à fusionner et Rubeus décide de s’enfuir. Il est aussitôt tué par Wiseman. Le réacteur devient de plus en plus instable et, en utilisant une clé de l’espace-temps prêtée par Sailor Pluto, les guerrières reviennent au Crystal Palace. Sailor Moon apprend que Tuxedo Mask s’en est allé dans les confins de l’espace-temps pour sauver Chibiusa. Au même moment, il est rejoint par une mystérieuse jeune femme aux longs cheveux roses... |                                                  |                                               |                                      |                       |
| 23 | Acte 23 : Complot - Wiseman -                    | Act.23 暗躍 -WISEMAN-                         | Act.23 Anyaku -WISEMAN-              | 6 juin 2015           |
| Sailor Moon, accompagnée de ses quatre amies et Sailor Pluto, décide de partir dans la tempête spatio-temporelle, à la recherche de Tuxedo Mask et Chibiusa. Mais Sailor Moon, épuisée, fait un malaise. Les jeunes femmes retournent alors au XXe siècle. Pendant ce temps, Saphir et Prince Diamond s’éveillent dans la Salle des ténèbres et sont rejoints par la mystérieuse jeune femme aux longs cheveux roses. Elle leur explique que la surface de Nemesis n’est plus vivable, et décide de les emmener dans les entrailles de la planète, au palais de Wiseman. La jeune femme se présente comme la création de Wiseman et se nomme Black Lady, souveraine des ténèbres. Les deux frères, déroutés, demandent ce qu’il est advenu de Rubeus et demandent des comptes à Wiseman quand ils apprennent sa mort. Mais le maléfique vieil homme réaffirme son autorité et, les baignant à nouveau d’énergie négative, leur ordonne de s’emparer du Cristal d’argent de Sailor Moon. Ils décident alors d’attaquer de nouveau la Terre et bombarde Crystal Tokyo avec un nouveau mégalithe de Cristal noir. Cet assaut crée une onde de choc qui est ressentie jusqu’au XXe siècle. Usagi, reposée et déterminée, décide avec ses amies de voyager une nouvelle fois jusqu’au XXXe siècle afin de comprendre ce qui se passe. Là, elles tombent nez à nez avec Black Lady, qui explique qu’elle est en réalité Chibiusa, devenue adulte et maléfique. |                                                  |                                               |                                      |                       |
| 24 | Acte 24 : Offensive - Black Lady -               | Act.24 攻撃 -BLACK LADY-                      | Act.24 Kōgeki -BLACK LADY-           | 20 juin 2015          |
| Balayant du revers de la main Luna P., Black Lady s’affiche désormais en couple avec Tuxedo Mask. En effet, le clan Black Moon pense que les sentiments ne se créent qu’à travers la force. Black Lady et Wiseman décident conjointement de larguer un troisième mégalithe de Cristal noir, ce qui peut provoquer la destruction de la Terre. Prince Diamond, qui rêve de s’emparer de cette planète, ne comprend plus les agissements de Wiseman et, comprenant que le vieil homme n’accorde aucune importance à ses désirs, réalise qu’il a été manipulé par le vieil homme. Prince Diamond se contraint à tuer Saphir, son propre frère, dont le cerveau a été lavé par Wiseman. Le prince utilise l’œil maléfique contre le vieil homme et ne dévoile finalement qu’un squelette. Black Lady invoque alors Nemesis, et on comprend finalement que la dixième planète a fusionné avec Wiseman et qu’ils ne forment plus qu’un. Sailor Moon réveille le pouvoir de son Cristal d’argent pour tenter de faire barrière à Nemesis, et le Crystal Palace commence à rayonner. Cependant, sa lutte est vaine et Black Lady obtient finalement le Cristal d’argent du futur et le Cristal d’argent du passé. Prince Diamond profite d’une distraction pour s’en emparer et s’apprête à les fusionner, ce qui provoquerait la destruction de l’univers tout entier. De son côté, Sailor Pluto décide de briser un de ses interdits en quittant la porte du Temps et d’aller se battre aux côtés de Sailor Moon. |                                                  |                                               |                                      |                       |
| 25 | Acte 25 : Confrontation - Death Phantom -        | Act.25 対決 -DEATH PHANTOM-                   | Act.25 Taiketsu -DEATH PHANTOM-      | 4 juillet 2015        |
| Alors que les deux Cristaux d’argent allaient fusionner, Sailor Pluto suspend le temps, sauvant ainsi la Terre. Hélas ! Ce faisant, elle brise son plus grand interdit et meurt. Black Lady est très émue par la mort de la guerrière et réalise alors qu’en dépit de ses impressions, elle n’a jamais été seule : sa meilleure amie, Sailor Pluto, veillait toujours de loin sur elle. En larmes, Black Lady brise l’enchantement de Wiseman et se réapproprie son Cristal d’argent. La femme en noir redevient Chibiusa, qui parvient à se transformer en guerrière Sailor : Sailor Chibi Moon. Mais sa peine est si grande que Chibiusa ne peut se réjouir de sa transformation. Usagi, qui a récupéré son Cristal d’argent grâce à la suspension du temps, se transforme en Sailor Moon et lance un puissant « Moon Princess Halation! ». Avec l’aide des autres guerrières, de Tuxedo Mask et de Prince Diamond, Sailor Moon parvient à affaiblir Nemesis. Wiseman tue finalement sa marionnette, le prince Diamond. Wiseman entraîne alors les combattants dans un espace parallèle et révèle sa véritable identité : Death Phantom, roi solitaire de la planète Nemesis, au pouvoir infini. |                                                  |                                               |                                      |                       |
| 26 | Acte 26 : Renaissance - Never Ending -           | Act.26 再生 -NEVER ENDING-                    | Act.26 Saisei -NEVER ENDING-         | 18 juillet 2015       |
| Sailor Moon lance à nouveau une redoutable attaque contre Nemesis. Le ciel assombri se dégage progressivement, mais la guerrière semble avoir disparu. King Endymion pense qu’elle a dû être absorbée par l’ennemi. Tuxedo Mask,effaré de perdre la femme qu’il aime, au cœur de Nemesis, près de Sailor Moon. Le Crystal Palace se met soudainement à rayonner : Neo-Queen Serenity est tirée de sa torpeur et King Endymion récupère son enveloppe charnelle. La reine et le roi retrouvent avec bonheur Chibiusa, mais lui demandent avec douleur de rejoindre Sailor Moon et Tuxedo Mask. Neo-Queen Serenity lui confie son sceptre et une clé de l’espace et du temps laissée par Sailor Pluto. Au cœur de Nemesis, Sailor Moon, Tuxedo Mask et Sailor Chibi-Moon parviennent à unir leurs forces et à battre leur ennemi. Cette destruction entraîne la résurgence de Crystal Tokyo et permet à Neo-Queen Serenity de gagner de nouveaux pouvoirs plus puissants. Elle en profite pour octroyer des bâtons de transformation neufs aux guerrières, ainsi qu’un nouveau poudrier et un sceptre, le Heart Moon Rod, à Sailor Moon. Selon les lois qui gouvernent les voyages dans le temps, Neo-Queen Serenity et Sailor Moon ne peuvent se côtoyer. Ainsi, les guerrières décident de retourner au XXe siècle. Mais la Usagi du présent et la Usagi du futur ne résistent pas à l’idée de se rencontrer et dérogent aux règles pendant quelques secondes... De retour à Tokyo, au XXe siècle, les filles et Mamoru font leurs adieux à Chibiusa : sa mission étant terminée, elle doit retourner dans le futur. Cependant, elle revient quelques instants plus tard, accompagnée d’une lettre de Neo-Queen Serenity : la reine a décidé qu’un entraînement auprès de Sailor Moon lui serait favorable ! |                                                  |                                               |                                      |                       |

### Saison 3:Death Busters(2016)
| No | Titre français                                                               | Titre japonais                                                    | Titre japonais                                                            | Date de 1re diffusion |
| No | Titre français                                                               | Kanji                                                             | Rōmaji                                                                    | Date de 1re diffusion |
| --- | ---------------------------------------------------------------------------- | ----------------------------------------------------------------- | ------------------------------------------------------------------------- | --------------------- |
| 27 | Acte 27 Infini nº1 - Prémoniton Première partie -                            | Act.27 無限1 -予感・前編-                                         | Act.27 Mugen Ichi -Yokan Zenpen-                                          | 4 avril 2016          |
| Au loin, sur une planète d’une autre dimension, Master Pharaoh 90 perçoit la naissance d’un puissant éclat sur Terre, une énergie similaire à sa propre source de vie, le Thiolon Crystal. Il ordonne à une femme aux cheveux roux de s’en emparer. Au même moment, dans ses rêves, une petite fille entend une voix qui lui ordonne de s’éveiller, elle, la lumière qui mènera aux trois talismans. Rei et Mamoru ont également des visions prédisant une apocalypse. Après la défaite de Black Moon, la vie a repris pour les guerrières : Usagi est en retard pour rejoindre Mamoru et part retrouver ses amies. Chibiusa et le père d’Usagi regardent les informations à la télévision. Un cas d’atavisme a été détecté en ville, ce qui intrigue Luna. À la salle d’arcade, Usagi et les filles font la connaissance de Haruka Tennō, un charmant jeune homme qui les défie à un jeu de courses. Haruka gagne haut la main et pour cause : c’est en réalité un pilote automobile professionnel ! À l’extérieur, Mamoru trébuche sur Michiru Kaiō, une belle adolescente aux cheveux turquoise, qui laisse tomber de sa poche un étrange miroir. Alors que Michiru et Haruka s’éloignent, Ami finit par reconnaître l’uniforme porté par les deux lycéens : c’est celui de l’académie Infinie, une prestigieuse école réservée à l’élite et aux artistes. Leurs pensées sont toutefois interrompues, car une passante se transforme en monstre. Les filles utilisent leurs nouveaux pouvoirs et battent facilement leur nouvel ennemi. Venus se sent toutefois observée tout le long du combat. De retour à leur base, Luna et Artemis font remarquer que les victimes d’atavisme viennent toutes de l’académie Infinie. Minako suggère alors d’aller y enquêter.                                                                                       |                                                                              |                                                                   |                                                                           |                       |
| 28 | Acte 27 Infini nº1 - Prémoniton Deuxième partie -                            | Act.27 無限1 -予感・後編-                                         | Act.27 Mugen Ichi -Yokan Kōhen-                                           | 11 avril 2016         |
| Kaolinite, la femme aux cheveux roux apparue au début du précédent épisode est contrariée par la venue des guerrières Sailor. Elle charge alors ses subordonnées, les Witches 5, de leur arrêter coûte que coûte. Pour cela, elles pourront utiliser les Daemon en infectant des réceptacles terrestres. Le lendemain après-midi, Mamoru accompagne Chibiusa à une sortie au nouveau parc d’attractions de la zone Infinie, le parc Infini C. La petite fille choisit de faire des montagnes russes, mais son chapeau s’envole et atterrit quelque part au milieu des tours du delta. Dans le même temps, Usagi et ses amies partent enquêter au lycée Infini, mais son entrée est soigneusement gardée. Usagi utilise ses pouvoirs pour se déguiser en lycéenne et commence à parcourir la tour qui abrite l’académie, qui ne compte pas moins de soixante étages. Son intrusion est interrompue par le son d’un violon : à l’extérieur, Michiru s’entraîne à jouer une mélodie. Les deux jeunes filles se reconnaissent, mais Michiru dissuade l’autre de continuer son enquête. De toute façon, Usagi est contrainte de quitter la zone par une surveillante du lycée. Elle tombe alors par hasard sur Chibiusa qui cherchait son chapeau. Toutes deux rencontrent une jeune fille souffrante près du laboratoire Tomoe. Soudain, un monstre apparaît. Usagi et Chibiusa, rejointes aussitôt par Ami, Rei, Minako et Makoto, se transforment sous les yeux de la petite malade. Elles parviennent à battre le monstre. Ce n’est qu’à ce moment-là que Sailor Moon remarque la présence de deux guerrières Sailor inconnues... |                                                                              |                                                                   |                                                                           |                       |
| 29 | Acte 29 Infini 2 - Ondes -                                                   | Act.28 無限2 -波紋-                                               | Act.28 Mugen Ni -Hamon-                                                   | 18 avril 2016         |
| Alors que les deux guerrières Sailor filent sans dire un mot, Sailor Chibi Moon fait la connaissance de la frêle jeune fille qu’elle vient de protéger. Celle-ci s’appelle Hotaru Tomoé et possède un mystérieux pouvoir de guérison. De retour chez elle, Hotaru est en proie à une grave crise et son père, le professeur Sôichi Tomoé, lui confie une amulette aux étranges reflets. Alors que Kaolinite, mais aussi Mamoru, Michiru et Haruka ont des visions sur des talismans, Rei part s’entraîner dans un temple isolé d’une montagne. Elle est rejointe plus tard par ses amies, qui viennent fêter son quinzième anniversaire. Près du sanctuaire, un groupe d’élèves de l’académie Infinie font un stage de judo dirigé par Yûko Arimura. À la nuit tombée, Rei sent d’étranges vibrations en provenance du campement de l’académie et, avec Makoto, découvre que Yûko Arimura est en fait Eudial, une ennemie issue des Death Busters. Celle-ci tente de manipuler les élèves pour en faire des réceptacles à monstres. Usagi et les autres filles, réveillées par l’altercation entre Sailor Mars, Jupiter et Eudial, éliminent l’ennemie et découvrent qu’elles ont été observées par une des mystérieuses guerrières de l’autre fois. Sailor Moon part à sa poursuite : elle croit avoir reconnu Haruka. Après l’avoir avertie des dangers que représentent les Death Busters, la guerrière vole un baiser à Sailor Moon... |                                                                              |                                                                   |                                                                           |                       |
| 30 | Acte 29 Infini 3 - Deux Guerrières - Two Soldiers -                          | Act.29 無限3 -NEW SOLDIERS-                                       | Act.29 Mugen San -NEW SOLDIERS-                                           | 25 avril 2016         |
| Désormais persuadée que la guerrière qui l’a embrassée n’est autre que Haruka, Usagi se sent particulièrement troublée d’autant qu’elle n’arrive pas à savoir si Haruka est une fille ou un garçon. Tout à fait par hasard, les deux jeunes gens se croisent au détour d’une rue et font officiellement enfin connaissance. Haruka en profite pour offrir à sa nouvelle amie des entrées pour un concert donné par Michiru au sein même de l’académie Infinie. Pendant ce temps, Chibiusa retourne au laboratoire Tomoe pour revoir Hotaru. Mais tandis que les deux petites filles apprennent à se connaître l’une et l’autre, Hotaru est à nouveau prise de convulsions, qui s’arrêtent soudainement alors que Chibiusa lui fait toucher son Cristal d’argent. Hotaru lui confie qu’elle a été victime d’un grave accident dans sa petite enfance et que, depuis, son père mène d’étranges expériences. Mais il est l’heure pour Chibiusa de rentrer chez elle : elle se fait raccompagner de façon inattendue par Haruka et Michiru. D’ailleurs, la jeune femme lui montre son miroir, qui pour elle, est son talisman. Plus tard, alors qu’Usagi et ses amies assistent au récital de Michiru, Minako se faufile discrètement hors de la salle pour s’infiltrer au concert de Mimi Hanyu, une idole japonaise qui réserve sa performance aux étudiants de l’académie Infinie. Mais celle-ci ne tarde pas à révéler son vrai visage : celui de Mimete, membre des Death Busters. Minako se transforme en Sailor Venus, prévient Usagi et finalement, arrête le vol d’âmes orchestré par Mimete. Mais alors que l’ennemie s’apprête à riposter, elle est vaincue par deux attaques qui semblent venues de nulle part : un « Deep Submerge! » et un « World Shaking! ». Sailor Uranus et Sailor Neptune viennent de faire leur entrée en scène.            |                                                                              |                                                                   |                                                                           |                       |
| 31 | Acte 30 Infini 4 - Sailor Uranus Haruka Tenou Sailor Neptune Michiru Kaiou - | Act.30 無限4 -SAILOR URANUS 天王はるか SAILOR NEPTUNE 海王みちる- | Act.30 Mugen Yon -SAILOR URANUS Tennō Haruka SAILOR NEPTUNE Kaiō Michiru- | 2 mai 2016            |
| Après que les deux nouvelles guerrières se sont présentées, elles annoncent à Sailor Moon et ses amies qu’elles n’ont aucunement l’intention de combattre à leur côté. Elles se demandent quelle conduite adopter vis-à-vis de ses inconnues. Alors que Chibiusa tente de reproduire, en glaise, le Saint Graal, un objet aperçu en peinture dans la chambre de Neo-Queen Serenity, Ami décide de passer les tests élitistes de l’académie Infinie. En salle de sciences, elle rencontre Yui Bidô, une brillante élève qui dispense parfois des cours. Laissée seule, Ami semble fascinée par une reproduction miniature du système stellaire Tau. Kaolinite l’observe au loin et comprend qu’elle est une guerrière Sailor : Yui devient Viluy, une sorcière des Death Busters. Ami s’enfuit et trouve le laboratoire où demeurent des dizaines de Daemons. Prise à partie par Viluy, Ami est aidée par Haruka et Michiru, qui se transforment respectivement en Sailor Mercury, Sailor Uranus et Sailor Neptune. Sailor Uranus invoque son talisman, une épée : la Space Sword. Grâce à elle, elle tue Viluy. Les deux guerrières s’enfuient et Sailor Moon, qui est arrivée à temps sur la scène pour tout observer, est surprise de l’aide d’Uranus et Neptune. Pendant ce temps, Setsuna Meiō emménage dans un laboratoire... |                                                                              |                                                                   |                                                                           |                       |
| 32 | Acte 31 Infini 5 - Sailor Pluto Setsuna Meiou -                              | Act.31 無限5 -SAILOR PLUTO 冥王せつな-                            | Act.31 Mugen Go -SAILOR PLUTO Meiō Setsuna-                               | 9 mai 2016            |
| Master Pharaoh 90 demande expressément à Kaolinite et au professeur Tomoé de détruire l’humanité pour que la Terre devienne la nouvelle planète des Death Busters. Par ailleurs, Chibiusa décide d’offrir sa reproduction du Saint Graal à Hotaru comme preuve de son amitié. Cette dernière décline poliment avant de faire une crise. Elle se trouve comme possédée et tente de s’emparer du Cristal d’argent de son amie. Usagi, quant à elle, est toujours perturbée par le choix d’Uranus et Neptune qui refusent obstinément de se battre à ses côtés. Au club de jardinage, Makoto entend parler de fleurs étranges développées par l’académie Infinie et qui se vendent comme de petits pains. De son côté, Setsuna enquête également sur cette nouvelle variété de plantes. Makoto et Minako comprennent finalement que c’est Tellu, une sorcière des Death Busters, qui a créé les fleurs dans le but d’aspirer les âmes des terriens. Les guerrières Sailors s’engagent dans une bataille éprouvante, mais aucune de leurs attaques n’atteint Tellu. Sailor Chibi Moon reçoit sa propre baguette, mais son aide est inutile. Alors que la confrontation tourne au fiasco, Setsuna s’éveille et devient Sailor Pluto. Elle surgit en plein combat et élimine Tellu avec son « Dead Scream! ». |                                                                              |                                                                   |                                                                           |                       |
| 33 | Acte 32 Infini 6 - Trois Guerrières -                                        | Act.32 無限6 -3戦士-                                              | Act.32 Mugen Roku -Sansenshi-                                             | 16 mai 2016           |
| Sailor Chibi Moon est ravie de retrouver Sailor Pluto : la guerrière a en effet pu revivre grâce à Neo-Queen Serenity, qui l’a envoyée sur Terre pour remplir une importante mission. Sailor Uranus et Sailor Neptune apparaissent à ses côtés, et Sailor Moon se transforme immédiatement en Princess Serenity. Pluto, Uranus et Neptune expliquent à leur souveraine qu’elles sont les guerrières du système solaire externe et que leur rôle est de protéger la Terre des ennemis venus des confins de l’univers, mais qu’elles ont échoué, puisque les Death Busters ont pu s’installer à Tokyo. Leur principale mission consiste désormais à empêcher la divinité de la destruction de s’éveiller, et elles refusent toujours obstinément de s’allier avec les autres. Plus tard, Chibiusa doit rencontrer Hotaru, mais celle-ci ne vient pas à leur rendez-vous : la petite fille décide d’aller chez elle pour voir si elle va bien, mais elle surprend Hotaru à moitié nue, ses membres remplacés par des tuyaux et des fils de fer. Chibiusa prend peur et s’enfuit. Dans le même temps, Cyprine, la dernière magicienne des Death Busters, lance une grêle sur la ville qui emplit le cœur des humains de haine. Toutes les Sailor se réunissent pour vaincre ce nouvel ennemi, mais Cyprine utilise sa magie pour opposer les guerrières du système solaire interne aux guerrières du système solaire externe. Seuls Sailor Moon, Tuxedo Mask et Sailor Chibi Moon ne sont pas touchés, grâce au Cristal d’argent. Sailor Moon tente de vaincre Cyprine avec son « Moon Spiral Heart Attack! », mais la sorcière utilise la puissance de son attaque pour amplifier le pouvoir de son Thiolon Crystal et se dédouble. Pour sauver leurs amies, Sailor Moon, Sailor Chibi Moon et Tuxedo Mask unissent leurs forces et le Saint Graal apparaît... |                                                                              |                                                                   |                                                                           |                       |
| 34 | Acte 33 Infini 7 - Transformation - Super Sailor Moon -                      | Act.33 無限7 -変身 SUPER SAILORMOON-                              | Act.33 Mugen Nana -Henshin SUPER SAILORMOON-                              | 23 mai 2016           |
| Sailor Moon s’approprie le Saint Graal et le nomme désormais le Moon Chalice. Grâce à son immense pouvoir, elle se transforme en Super Sailor Moon et avec son attaque « Rainbow Moon Heartache! », élimine Cyprine et Ptilol. Les broches des autres guerrières évoluent et deviennent des cœurs, symbole de leur nouvelle union. Sailor Uranus, Neptune et Pluto décident finalement de révéler tous les détails de leur mission : en réalité, elles souhaitent tuer Hotaru, qui est la réincarnation de Sailor Saturn, la « divinité de la destruction ». Celle-ci pourrait en effet détruire la Terre et provoquer une nouvelle ère de silence, comme elle l’a déjà fait il y a 10 000 ans, lors de la chute du Silver Millenium. Sailor Moon refuse de sacrifier Hotaru et Sailor Pluto explique que c’est pour cette raison que les guerrières du système solaire externe ne voulaient pas que leurs alliées aient à commettre un acte criminel. Sailor Chibi Moon fonce chez Hotaru, mais la jeune fille est en proie à une violente attaque : elle se transforme en une femme aux longs cheveux noirs et s’empare du Cristal d’argent de la petite guerrière. |                                                                              |                                                                   |                                                                           |                       |
| 35 | Acte 34 Infini 8 - Le Labyrinthe Infini 1 -                                  | Act.34 無限8 -「無限迷宮」1-                                      | Act.34 Mugen Hachi -Rabirinsu Mugen Ichi-                                 | 30 mai 2016           |
| Privée de son Cristal d’argent, Chibiusa est mourante : seul Mamoru parvient à lui insuffler de l’énergie vitale. Sailor Moon et ses amies décident d’aller à l’académie Infinie pour régler définitivement le compte des Death Busters ; cependant, elles font bande à part : les guerrières du système solaire interne d’un côté et les guerrières du système solaire externe de l’autre. Kaolinite ressuscite les Witches 5 et se sert d’elles pour inhiber les rêves des jeunes filles et leur faire abandonner l’envie de combattre. Sailor Moon parvient à se libérer du sort et Sailor Uranus, Neptune et Pluto tuent les Witches 5 et sauvent Sailor Mercury, Mars, Jupiter et Venus. Toutes les guerrières comprennent enfin que l’union fait la force et permettent à Sailor Moon de se transformer une nouvelle fois en Super Sailor Moon. Elle vainc Kaolinite et part à la recherche de Mistress 9, qui vient d’avaler le Cristal d’argent de Chibiusa... |                                                                              |                                                                   |                                                                           |                       |
| 36 | Acte 35 Infini 9 - Le Labyrinthe Infini 2 -                                  | Act.35 無限9 -「無限迷宮」2-                                      | Act.35 Mugen Kyū -Rabirinsu Mugen Ni-                                     | 6 juin 2016           |
| À l’intérieur du corps de Mistress 9, Hotaru réussit à reprendre le contrôle de son hôte et redonne son Cristal d’argent à Chibiusa, qui revient à la vie. On apprend également comment le professeur Tomoe et son assistante, Kaori, ont été transformés en Daemon alors que le scientifique tentait de créer des surhommes : des hybrides entre extraterrestres et humains. Pour cela, il a utilisé sa propre fille, Hotaru, comme cobaye. Pour retrouver plus rapidement leurs ennemis, Super Sailor Moon et les guerrières du système solaire externe décident d’enquêter dans le sous-sol de l’académie, tandis que Venus et ses alliées partent voir sur le toit. Super Sailor Moon et ses amies empruntent l’ascenseur et finissent par descendre au niveau ∞. Là, elles y rencontrent le professeur Tomoe qui se transforme en immense et puissant hybride homme-extraterrestre. La bataille est rude, mais les guerrières parviennent à le tuer. Cependant, Master Pharaoh 90 commence à apparaître sur Terre et l’académie Infinie s’écroule : grâce Sailor Pluto, Moon, Uranus et Neptune se téléportent à l’extérieur. Super Sailor Moon perd alors sa super transformation, signifiant que le cœur de toutes les guerrières n’est plus uni : il est donc arrivé quelque chose à Venus et les filles. |                                                                              |                                                                   |                                                                           |                       |
| 37 | Acte 36 Infiniment Grand 10 - L'envol -                                      | Act.36 無限10 -無限大―上空-                                       | Act.36 Mugen Jū -Mugendai - Jōkū-                                         | 13 juin 2016          |
| Mistress 9 s’empare des âmes de Sailor Venus, Sailor Mercury, Sailor Mars et Sailor Jupiter. L’avènement de Master Pharaoh 90 est imminent et grâce aux talismans, Sailor Uranus, Pluto et Neptune dressent une barrière de protection pour qu’il ne puisse pas avaler la Terre. Hotaru, prisonnière de son propre corps, tente par tous les moyens de reprendre le contrôle et ainsi empêcher Mistress 9 de devenir plus forte et de faire du mal aux guerrières. Elle récupère les âmes de Venus et de ses alliées, qui reviennent à la vie. Chibiusa décide de rejoindre Sailor Moon afin de se battre. Mistress 9 atteint sa forme finale. Toutes les guerrières unissent leurs pouvoirs et invoquent le Moon Chalice. Celui-ci se dédouble et permet non seulement à Sailor Moon mais aussi à Sailor Chibi Moon de se transformer en super guerrières. Ensemble, elles lancent une attaque contre Mistress 9. |                                                                              |                                                                   |                                                                           |                       |
| 38 | Acte 37 Infiniment Grand 11 - Le Jugement -                                  | Act.37 無限11 -無限大―審判-                                       | Act.37 Mugen Jūichi -Mugendai - Shinpan-                                  | 20 juin 2016          |
| Grâce à l'attaque combinée « Rainbow Double Moon Heartache! », Mistress 9 s’effondre et fusionne avec Master Pharaoh 90. Mais l’expansion du monstre semble inéluctable et il parvient finalement à briser la barrière qui le contenait : il commence à s’épandre à la surface de la Terre, alors qu’un portail vers le système stellaire Tau s’ouvre au-dessus de la tête des guerrières. Super Sailor Moon plonge au cœur de Master Pharaoh 90 afin d’y délivrer toute la puissance du Moon Chalice. Les trois talismans de Sailor Neptune, Uranus et Pluto entrent soudainement en résonance et Sailor Saturn émerge alors du cadavre de Mistress 9... Utilisant son attaque « Death Reborn Revolution! », elle se prépare à abattre son Silence Glaive sur Master Pharaoh 90, ce qui certes tuerait l’ennemi, mais causerait également la fin de l’humanité tout entière. |                                                                              |                                                                   |                                                                           |                       |
| 39 | Acte 38 Infiniment Grand 12 - Le Départ -                                    | Act.38 無限12 -無限大―旅立ち-                                     | Act.38 Mugen Jūni -Mugendai - Tabidachi-                                  | 27 juin 2016          |
| Alors que Sailor Saturn s’attelle à sa funeste tâche, une lumière émane du cœur de Master Pharaoh 90 : une immense explosion dissipe les ténèbres et Super Sailor Moon refait surface. Master Pharaoh 90 tente de s’échapper et de retourner sur Tau. Sailor Saturn se fait l’escorte de la mort et conduit l’ennemi dans la dimension du néant : la planète Terre est sauvée. Sailor Saturn ordonne à Sailor Pluto d’ouvrir un portail vers le monde des morts, ce qu’elle fait grâce à son attaque « Dark Dome Close! ». La porte se referme : Master Pharaoh 90 et Saturn disparaissent pour l’éternité. Cependant, l’âme de la guerrière du Silence revit au même instant au creux des mains de Super Sailor Moon, qui se transforme en Neo-Queen Serenity. Grâce à ses pouvoirs, elle reconstruit la ville détruite par les Death Busters. Tuxedo Mask comprend alors que Serenity n’est autre que le Messie capable de sauver la Terre. Un bébé surgit du ciel et les guerrières du système solaire externe décident de le recueillir. Toutes trois quittent Tokyo, avec la promesse un jour d’être de nouveau réunies avec Sailor Moon et ses amies. Quelques semaines plus tard, Usagi et les filles entrent au lycée, et assistent à une étrange éclipse solaire totale... |                                                                              |                                                                   |                                                                           |                       |

## Film:Sailor Moon Eternal
En janvier 2017, à l'occasion des 25 ans de la licence Sailor Moon, Toei Animation annonce l'adaptation du quatrième arc du manga en dessin animé non plus en série, mais en deux films, diffusés au cinéma,. Le 30 juin 2018, le site officiel de la franchise indique que Kazuko Tadano est la character designer de ces deux films. Elle avait déjà travaillé sur la série originale Sailor Moon entre 1992 et 1994. Dès lors, plus aucune information n'avait été diffusée sur les réseaux ni sur la toile. Jusqu'au 30 juin 2019, où il a été annoncé que le titre du film adaptant l’arc Dead Moon du manga serait Bishōjo Senshi Sailor Moon Eternal. Le 22 octobre 2019, une première date de sortie pour la première partie du film est dévoilée, initialement prévue pour le 11 septembre 2020. Mais le 18 juin 2020, la sortie des films a été repoussée au 8 janvier 2021 pour la première partie et le 11 février 2021 pour la deuxième partie en raison de la pandémie de Covid-19 au Japon.